# Саво Илић
Саво Илић (Леденицe, код Рисна, 29. новембар 1914 – Поди, код Херцег Нови 21. јануар 1943), учесник Народноослободилачке борбе и народни херој Југославије.

## Биографија
Рођен је 29. новембра 1914. године у Леденицама, код Котора, у Боки которској. Потицао је из сиромашне сељачке породице. Основну и грађанску школу завршио је у оближњем Рисну. Као најбољи ђак Грађанске школе, добио је стипеднију и наставио школовање у Средњој пољопривредној школи у Крижевцима. Године 1932. упознао се с Николом Ђурковићем, из Рисна, који се тада тек вратио са студија из Париза, и под његовим утицајем је приступио револуционарном омладинском покрету. Као активан омладинац, у Крижевцима је активно политички радио са школском и сеоском омладином. Због своје активности и другарства, убрзо је стекао поверење омладине у Крижевцима, али и код појединих наставника у школи. Његова активност и популарност нису се допадали национално опредељеним ученицима и наставницима, па су га оптужили Управи школе и полицији, после чега је био ухапшен, истеран из школе због комунистичке активности и спроведен у родни крај.
Пошто је имао жељу да настави школовање, тражио је да му се одобри упис у Средњу пољопривредну школу у Ваљеву, али му Министарство пољопривреде то није одобрило, већ га је уписало у Средњу пољопривредну школу у Неготину. Ову школу је завршио 1936. године, у тешким условима јер је изгубио стипендију. Након завршеног школовања, вратио се у родни крај и запослио се као службеник-васпитач у интернату Грађанске школе у Рисну. При налажењу запошљења помогао му је Никола Ђурковић, који је био на изборима 1936. године изабран за председника општине у Рисну. Овде је наставио са активним политичким и револуционарним радом — организовао је излете и друге ђачке манифестације, много је доприносио васпитавању и повезивању сеоске и школске омладине. Био је активан и у организовању разних протестних митинга и демонстрација против диктатуре.
Заједно с комунистима из Рисна и Грахова, на челу с Николом Ђурковићем и Савом Ковачевићем, организовао је и више састанака у Бијелој Гори, на Орјену и у Крушевицама и др. Због велике политичке активност у току 1937. године је био примљен у чланство Комунистичке партије Југославије (КПЈ). Након пријема у КПЈ, у школи у којој је радио као васпитач, међу ученицима је основао организацију Савеза комунистичке омладине Југославије (СКОЈ), која је била под његовим непосредним руководством. Његова политичка активност била је уочена од стране полиције, па је крајем 1940. године био ухапшен. Јануара 1941. године, заједно са Николом Ђурковићем и другим бокељским и црногорским комунистима био је спроведен у концентрациони логор у Смедеревској Паланци, где је боравио до војног пуча 27. марта 1941. године.
После окупације Југославије, 1941. године, био је активан на припремама за оружани устанак. Радио је на прикупљању и скривању оружја, муниције и друге ратне опреме, као и на обучавању ударних група у руковођењу оружјем. У данима пред Тринаестојулски устанк био је руководилац партијског магацина оружја у Леденицама. У току припрема за устанак био је изабран за члана Месног комитета КПЈ у Херцег Новом. Радио је на организовању бојкота, саботажа и диверзија у првим данима устанка. Када је формиран Орјенски партизански батаљон, био је изабран за заменика политичког комесара.
Учествовао је у скоро свим акцијама Орјенског батаљона против Италијана, онемогућавајући им да продру у унутрашњост Црне Горе и Херцеговине. Посебно се истакао у нападима код Црквица, Убала, Светог Јеремије, Грахова и других места, где је Орјенски батаљон водио борбе против Италијана и црногорских четника. Када је у батаљону основан батаљонски биро КПЈ, постављен је за његовог секретара, истовремено обављајући дужност заменика политичког комесара батаљона, јер је већ био члан Окружног комитета КПЈ за Никшић. У току фебруара 1942. године била је извршена реорганизација партизанских јединица, па је цели одсек фронта подељен на два сектора — кривошијско-мокрињски и кривошијско-убајски. За политичког комесара кривошијско-убајског фронта био је изабран Саво Илић.
Услед тешке војно-политичке ситуације, јуна 1942. године, након одласка главнине партизанских снага из Црне Горе, био је расформиран Орјенски батаљон. Након тога, Саво Илић је с Николом Ђурковићевм и осталим борцима, у најтежим условима илегалног рада, борио против окупатора. У потрази за њима, непријатељ је стално претраживао терен, па је успео да похвата већину бораца батаљона. Ипак, група у којој се налазио Саво успела је да се одржи, непрекидно дејствујући по падинама Орјена, па чак и да се убаци у Рисан, где је у илегалним условима радила на организовању разних акција. Према неким подацима, та група је организовала и уништење муницијског складишта у Веригама, а то је била једна од највећих диверзија у Боки которској јула 1942. године. Упркос разноврсном терору непријатеља над становништвом Боке, услед присуства ове партизанске групе и мобилизације нових бораца, почела је нагло да се поправља ситуација.
Када се Месни комитет КПЈ за Херцег Нови спремао за предузимање нових војно-политичких акција, непријатељу је пошло за руком да, у селу Поди, опколи чланове Месног комитета. У борби с непријатељским снагама, 21. јануара 1943. године храбро су погинула четворица чланови Месног комитета, међу којима су били Саво Илић, Никола Ђурковић, Данило Дашо Павичић и Шћепо Шаренац. Тела погинулих су потом била однесена и изложена у Херцег Новом (на данашњем Тргу Николе Ђурковића), где су четничке снаге играле тзв. „Крваво коло” око њих, што је тајно фотографисао симпатизер КПЈ Лука Цириговић.
Указом председника Федертивне Народне Републике Југославије Јосипа Броза Тита, 10. јула 1953. године, проглашен је за народног хероја.
Од 1982. године његово име носи основна школа „Народни херој Саво Илић” у Доброти, код Котора.